# Thomas Ohm
Thomas Ohm OSB (geboren als Philipp Ohm, * 18. Oktober 1892 in Westerholt (Westfalen); † 25. September 1962 in Süchteln) war ein deutscher Benediktiner-Pater, Theologe und Missionswissenschaftler.

P. Thomas Ohm O.S.B. Signatur 1961

## Leben
Philipp Ohm wurde als eines von sechs Kinder des Schmieds Philipp Bernhard Ohm und seiner Ehefrau Maria in Alt-Westerholt (Freiheit Westerholt) geboren. Ab 1903 besuchte er das Gymnasium Petrinum in Recklinghausen, an dem er 1912 das Abitur ablegte.
Danach trat er als Novize in die Erzabtei Sankt Ottilien ein. 1913 legte er die einfachen Gelübde ab und nahm den Ordensnamen Thomas an. 1920 wurde er zum Priester geweiht.
Sein Studium der Philosophie und der Theologie wurde durch den Kriegsdienst im Ersten Weltkrieg unterbrochen. Prägende Lehrer waren Joseph Schmidlin, der Begründer der Missionswissenschaft, in Münster und Martin Grabmann in München. 1924 wurde er an der Universität München zum Doktor der Theologie promoviert.
Ab dem Jahr 1926 war Thomas Ohm als Privatdozent an der Katholisch-Theologischen Fakultät der Universität Salzburg tätig. Dort habilitierte er sich 1930. Die Missionswissenschaft vertrat er ab 1932 an der Universität Würzburg. Am 25. Mai 1946 bot ihm das Bayerische Staatsministerium für Unterricht und Kultus an, seine alte Stellung als Privatdozent wieder wahrzunehmen, was er allerdings nicht tat, da er die ihm am 2. September 1946 von der Katholisch-Theologischen Fakultät der Universität Münster angetragene Professur der Missionswissenschaft annahm. Bis zum Jahre 1961 war er Schriftleiter und Herausgeber der Zeitschrift für Missions- und Religionswissenschaft (ZMR). Am 29. August 1960 würdigte Papst Johannes XXIII. Ohms Leistungen, indem er ihn in die Pontificia Commissio de Missionibus Praeparatoria Concilii Vaticani II, eine der das Zweite Vatikanische Konzil vorbereitenden Kommissionen, berief.

## Schriften
- Die Stellung der Heiden zu Natur und Übernatur nach dem heiligen Thomas von Aquin. Eine missionstheoretische Untersuchung. Aschendorff, Münster 1927.
- Kulturen, Religionen und Missionen in Japan. B. Filser, Augsburg 1929.
- Südafrika und die katholische missionsärztliche Fürsorge. Missionsdruckerei, St. Ottilien 1934.
- Die ärztliche Fürsorge der katholischen Missionen. Idee und Wirklichkeit. Missionsdruckerei, St. Ottilien 1935.
- Wege zum Glauben. Kurze Bekehrungsgeschichten aus den Missionen. Missionsverlag, St. Ottilien 1940.
- Die Himmelsverehrung der Koreaner. Paulusdruckerei, Freiburg in der Schweiz 1941.
- Die Gebetsgebärden der Völker und das Christentum. Brill, Leiden 1948.
- Asiens Kritik am abendländischen Christentum. Kösel, München 1948.
  - 2., neu bearb. Aufl. unter dem Titel: Asiens Nein und Ja zum westlichen Christentum. Kösel, München 1960.
- Das Christentum im neuen Indien. Umwelt, Situation, Aufgaben und Aussichten. Eos-Verlag, St. Ottilien 1949.
- Die christliche Theologie in asiatischer Sicht (= Veröffentlichungen des Instituts für Missionswissenschaft der Westfälischen Wilhelms-Universität Münster, Westfalen, Bd. 4). Aschendorff, Münster 1949.
- Stammesreligionen im südlichen Tanganyika-Territorium. Westdeutscher Verlag, Köln 1952.
- Die Liebe zu Gott in den nichtchristlichen Religionen. Die Tatsachen der Religionsgeschichte und die christliche Theologie. Erich Wewel Verlag, Krailling vor München 1950.
- Die Religionen in Asien. Westdeutscher Verlag, Köln 1954.
- Ruhe und Frömmigkeit. Westdeutscher Verlag, Köln 1955.
- Wichtige Daten der Missionsgeschichte. Eine Zeittafel (= Veröffentlichungen des Instituts für Missionswissenschaft der Westfälischen Wilhelms-Universität Münster, Westfalen, Bd. 4). Aschendorff, Münster 1956; 2., erweiterte und verbesserte Aufl. 1961.
- Die Liebe zu Gott in den nichtchristlichen Religionen. Die Tatsachen der Religionsgeschichte und die christliche Theologie. Erich Wewel Verlag, Freiburg im Breisgau 1957.
- Das Katechumenat in den Katholischen Missionen. Aschendorff, Münster 1959.
- Muhammedaner und Katholiken. Kösel, München 1960.
- Ex contemplatione loqui. Gesammelte Aufsätze von Thomas Ohm. Aschendorff, Münster 1961.
- Machet zu Jüngern alle Völker. Theorie der Mission. Erich Wewel Verlag, Freiburg im Breisgau 1962.